# Titularbistum Nova Sinna
Nova Sinna (ital.: Novasinna) ist ein Titularbistum der römisch-katholischen Kirche.
Die in Nordafrika gelegene Stadt war ein alter römischer Bischofssitz, der im 7. Jahrhundert mit der islamischen Expansion unterging. Er lag in der römischen Provinz Numidien.
| Titularbischöfe von Nova Sinna |                           |                                             |                    |                   |
| Nr.                            | Name                      | Amt                                         | von                | bis               |
| 1                              | Nevin William Hayes OCarm | Prälat von Sicuani (Peru)                   | 5. Mai 1965        | 12. Juli 1988     |
| 2                              | Jan Tyrawa                | Weihbischof in Breslau (Polen)              | 24. September 1988 | 24. Februar 2004  |
| 3                              | Stanislav Zvolenský       | Weihbischof in Bratislava-Trnava (Slowakei) | 2. April 2004      | 14. Februar 2008  |
| 4                              | Noël Simard               | Weihbischof in Sault Sainte Marie (Kanada)  | 16. Juli 2008      | 30. Dezember 2011 |
| 5                              | Jacek Pyl                 | Weihbischof in Odessa-Simferopol (Ukraine)  | 23. November 2012  |                   |